# Khvājeh Monjī Kūh
Khvājeh Monjī Kūh (persiska: خواجه منجی کوه) är en ort i Iran.   Den ligger i provinsen Khorasan, i den östra delen av landet, 1 000 km öster om huvudstaden Teheran. Khvājeh Monjī Kūh ligger 1 064 meter över havet och antalet invånare är 124.
Terrängen runt Khvājeh Monjī Kūh är platt åt nordväst, men åt sydost är den kuperad. Terrängen runt Khvājeh Monjī Kūh sluttar norrut.  Trakten runt Khvājeh Monjī Kūh är nära nog obefolkad, med mindre än två invånare per kvadratkilometer. Närmaste större samhälle är Khvājeh Do Chāhī, 14,7 km sydväst om Khvājeh Monjī Kūh. Trakten runt Khvājeh Monjī Kūh är ofruktbar med lite eller ingen växtlighet.